# 안쪽세로다발의 입쪽 사이질핵
안쪽세로다발의 입쪽 사이질핵(rostral interstitial nucleus of medial longitudinal fasciculus, riMLF; 내측종속의 문측 간질핵)은 중뇌에 있는 신경 세포들의 집합으로 수직 결합 눈 움직임(수직 시선)(p. 458.e1)과 수직 홱보기(p. 122)를 중재하는 역할을 한다. 주로 동측 동안운동핵과 활차핵으로 원심성 신경을 투사한다.(p. 458.e1)
아래로 시선을 중재하기 위해 같은쪽 눈돌림 신경핵과 도르래 신경핵으로 원심성 신경을 투사한다. 중재적 상향 시선,(p. 777-778) 그것은 뒤 맞교차를 통해(p. 777-778) 반대쪽의 앞서 언급한 핵(p. 122)으로 원심성 신경을 투사한다.
그것은 보조적 안구 운동 핵 중 하나이다.(p. 156)

## 같이 보기
- 주시 (생리학)
- 홱보기
- 안쪽세로다발
- 뒤 맞교차
- 도르래 신경핵